# Salvia drusica
Salvia drusica là một loài thực vật có hoa trong họ Hoa môi. Loài này được Mouterde miêu tả khoa học đầu tiên năm 1953.